# المغرب في الألعاب الأولمبية الصيفية 1992
شارك المغرب في دورة الألعاب الأولمبية الصيفية 1992، التي أقيمت في برشلونة الإسبانية، في الفترة الممتدة من 24 يوليو إلى 9 أغسطس 1992. شارك المغرب في الأولمبياد بوفد رياضي يضم 44 رياضيا ورياضية في 7 ألعاب هي ألعاب القوى والملاكمة وكرة القدم وكرة المضرب وتنس الطاولة ورفع الأثقال والمصارعة. حصد المغرب ثلاث ميداليات في هذه الدورة (ذهبية وفضية و برونزية) محتلا المرتبة 31 في الترتيب النهائي بين 169 دولة مشاركة.

## الميداليات
| الرياضي     | المنافسة  | ذهبيةذهبية | فضيةفضية | برونزية |
| ----------- | --------- | ---------- | -------- | ------- |
| خالد السكاح | ألعاب قوى | 1          | -        | -       |
| محمد عشيق   | ملاكمة    | -          | -        | 1       |
| رشيد البصير | ألعاب قوى | -          | 1        | -       |
| المجموع     | 3         | 1          | 1        | 1       |

## الرياضيون المشاركون

### ألعاب القوى
رجال
| العداء         | المسابقة        | النتيجة     | الرتبة                 |
| -------------- | --------------- | ----------- | ---------------------- |
| منتخب التتابع  | 400 متر 4 تتابع | 3:02.28     | 3 أقصي في الدور الأول  |
| لحلو بن يونس   | 400 متر         | 45.49       | 6 أقصي في نصف النهائي  |
| إبراهيم بوطيب  | 5000 متر        | 13:13.27    | 4                      |
| حمو بوطيب      | 10000 متر       | -           | لم يكمل السباق النهائي |
| المحجوب حيدا   | 800 متر         | 1:48.72     | 4 أقصي في الدور الأول  |
| محمد إسنكار    | 5000 متر        | 13:28.97    | 9                      |
| العربي الخطابي | 3000 متر موانع  | 8:23.82     | 10                     |
| صالح قوقيش     | الماراثون       | 2 س و 14:25 | 6                      |
| خالد السكاح    | 10000 متر       | 27:46.70    |                        |
| رشيد البصير    | 1500 متر        | 3:40.62     |                        |

أعضاء منتخب التتابع

بوشعيب بلقايد

لحلو بن يونس

عبد الغني كريكر

عبد العالي كسبان
سيدات
| العداء     | المسابقة      | النتيجة | الرتبة                 |
| ---------- | ------------- | ------- | ---------------------- |
| نزهة بدوان | 400 متر حواجز | 55.08   | 7 أقصيت في نصف النهائي |

### الملاكمة
| الملاكم        | الوزن        | النتيجة             |
| -------------- | ------------ | ------------------- |
| حميد برحيلي    | الذبابة      | أقصي في الدور الأول |
| كمال مرجوان    | الخفيف       | أقصي في الدور الأول |
| محمد المصباحي  | خفيف الوسط   | أقصي في الدور الأول |
| أحمد سریر      | الثقيل       | أقصي في الدور الأول |
| عبد الله تعوان | الوسط        | أقصي في الدور الأول |
| محمد زبير      | خفيف الذبابة | أقصي في الدور الأول |
| محمد عشيق      | الديك        | أقصي في نصف النهائي |

### كرة القدم
تنافس المنتخب الأولمبي المغربي في المجموعة الثالثة مع منتخبات السويد و كوريا الجنوبية و باراغواي و أقصي في الدور الأول كرابع المجموعة.
- مدرب: أولك فيرنير ألمانيا
- اللاعبون
- مصطفى عشاب.
- رشيد عزوزي.
- عبد الكريم الحضريوي.
- مولود مدكر.
- محسن بوهلال.
- نور الدين النيبت.
- خالد رغيب.
- محمد البدراوي.
- سعيد الركبي.
- محمد صمدي.
- لحسن أبرامي.
- هشام الدميعي.
- عزيز عزيم.
- رشيد الداودي.
- عبد المجيد كروان.
- إبراهيم بوكرين.
- يوسف شيبو.
- الحسين عموتة.
- أحمد البهجة.
- محمد إيباري المنصوري.
- المباريات

| كوريا الجنوبية | 1-1 | المغرب      |
| -------------- | --- | ----------- |
|                |     | أحمد البهجة |

| المغرب | 4-0 | السويد |
| ------ | --- | ------ |
|        |     |        |

| المغرب           | 3-1 | باراغواي |
| ---------------- | --- | -------- |
| نور الدين النيبت |     |          |

- الترتيب النهائي للمجموعة الثالثة

| الفريق         | نقاط | فرق | عليه | له | خ | ت | ف | لعب |
| -------------- | ---- | --- | ---- | -- | - | - | - | --- |
| السويد         | 4    | +4  | 1    | 5  | 0 | 2 | 1 | 3   |
| باراغواي       | 4    | +2  | 1    | 3  | 0 | 2 | 1 | 3   |
| كوريا الجنوبية | 3    | 0   | 2    | 2  | 0 | 3 | 0 | 3   |
| المغرب         | 1    | -6  | 8    | 2  | 2 | 1 | 0 | 3   |

### تنس الطاولة
عبد الهادي لكدالي و أقصي في الدور التمهيدي (المجموعات) بعد هزيمته في جميع المقابلات:
- 0 ل 2 أمام لو الصين
- 1 ل 2 أمام ميهطا الهند
- 0 ل 2 أمام كيم كوريا الجنوبية

### كرة المضرب
- كريم العلمي و أقصي في الدور الأول أمام مارك روسي سويسرا
- يونس العيناوي و أقصي في الدور الثاني أمام بوريس بيكر ألمانيا

### رفع الأثقال
محمد مزيان في وزن الخفيف وحل في المرتبة 15 في النهائي ب 265.0 كلغ

### المصارعة
- عبد المالك العواد
- رشيد لخضر
- عبد الرحيم نعناع
- سعيد الطانكو